# Ituero de Azaba (kommun)
Ituero de Azaba är en kommun i Spanien.   Den ligger i provinsen Provincia de Salamanca och regionen Kastilien och Leon, i den centrala delen av landet, 250 km väster om huvudstaden Madrid. Antalet invånare är 231.